# 귀산초등학교
귀산초등학교는 대한민국 충청남도 공주시에 있는 공립 초등학교이다.

## 학교 연혁
- 1941.06.15 귀산공립국민학교로 설립
- 1941.08.25 귀산국민학교 개교
- 1962.04.24 청산분교 설립 분리
- 1981.03.01 병설유치원 개원
- 1995.03.01 청산 분교장 편입
- 2010.02.17 제65회 졸업식(총5,086명)
- 2010.03.01 초등 6학급, 유 1학급 편성
- 2011.02.17 제66회 졸업식(총5,108명)
- 2011.03.02 초등 6학급, 유 1학급 편성
- 2013.02.18 제68회 졸업식(총5,136명)
- 2013.03.01 초등 6학급, 유 1학급 편성
- 2014.02.13 제69회 졸업식(총5,151명)
- 2014.03.01 초등 6학급, 유 1학급 편성
- 2015.02.17 제70회 졸업식(총5,165명)
- 2015.03.01 초등 6학급, 유 1학급 편성
- 2016.02.19 제 71회 졸업식(총5,173명)
- 2016.03.01 초등학교 6학급, 유 1학급 편

- 2024.01.09 제 79회 졸업식(총5,271명)

## 참고 자료
- 귀산초등학교 - 한국교육학술정보원 학교알리미